# Гуревич, Владимир Семёнович
Влади́мир Семёнович Гуре́вич (род. 3 августа 1950, Москва) — советский и российский журналист, медиаменеджер, издатель. Главный редактор газет «Время МН» (1998—2000), «Время новостей» (2000—2010) и «Московские новости» (2011—2014). Главный редактор издательского дома «Время».

## Биография
Родился 3 августа 1950 года в Москве.
В 1973 году окончил международное отделение факультета журналистики МГУ им. М. В. Ломоносова.
В 1980 году получил ученую степень кандидата филологических наук, защитив диссертацию на тему «Концепции и методы антикоммунистической радиопропаганды Би-Би-Си на Советский Союз».
В качестве внештатного корреспондента сотрудничал с газетами «Московский комсомолец» и «Комсомольская правда», а также с Главной редакцией стран Северной Америки и еженедельником «Глобус» Агентства печати «Новости».
В 1973—1987 годах — обозреватель Агентства печати «Новости».
В 1987—1998 годах работал в газете «Московские новости», был обозревателем, заведующим отделом экономики, с 1993 года — заместителем главного редактора.
В мае 1998 года стал главным редактором новой ежедневной газеты «Время МН», учредителем которой выступал консорциум «Медиа-финанс», образованный Сбербанком, Внешторгбанком, банком «Еврофинанс» и ММВБ. В марте 2000 года почти весь коллектив «Времени МН», включая Гуревича, покинул издание в связи с финансовыми проблемами компании и стал выпускать новую ежедневную газету «Время новостей».
С марта 2000 года по декабрь 2010 года — главный редактор газеты «Время новостей». По собственному признанию, все написанные им для газеты материалы (всего — около 20 публикаций) выходили под псевдонимом «Владимир Лоевецкий», взятом от девичьей фамилии матери и деда по материнской линии Давида Лоевецкого, финансиста, сотрудника Наркомфина в 1920-х годах (uk). В начале 2011 года почти весь коллектив закрытой в декабре 2010 года газеты «Время новостей», включая Гуревича, стал работать над выпуском новых «Московских новостей».
В 2011—2014 годах — главный редактор новой ежедневной газеты под возобновлённым брендом «Московские новости», выпускаемой издательским домом «Время» совместно с агентством РИА Новости, в период с 2012 года по 2014 год (после переформатирования издания) — в должности руководителя объединенной редакции «Московские новости».
Главный редактор издательского дома «Время».

## Семья
Отец — Семён Моисеевич Гуревич (1920—2013), профессор факультета журналистики Московского государственного университета им. М. В. Ломоносова, главный редактор газеты «Московский университет».